# بيت المهدى (قفل شمر)

تعديل مصدري - تعديل

بيت المهدى هي إحدى قرى عزلة شمرين بمديرية قفل شمر التابعة لمحافظة حجة، بلغ تعداد سكانها 59 نسمة حسب تعداد اليمن لعام 2004.